# Torre Barrina
La Torre Barrina és un edifici situat al barri de Collblanc de l'Hospitalet de Llobregat, catalogat com a bé cultural d'interès local.

## Història
Les notícies més antigues són les d'una masia del segle xvi, de planta quadrada i torratxa, amb teulada a quatre vents, que devia estar envoltada de camps. Al segle xix, va ser reconvertida en palauet i els camps en jardí privat per iniciativa del matrimoni Josep Farnés i Eugènia Casanovas i Amat. Els hàbits de la senyora Casanovas va fer que fos coneguda com «la marquesa», malnom que va quedar per a l'indret.
Va ser cremada el 27 de juliol de 1936, durant la Guerra Civil, i posteriorment va ser reconstruïda d'una manera més senzilla i menys ostentosa que l'original. També s'hi va construir un refugi antiaeri, que fou descobert l'any 2007 quan van començar les obres de rehabilitació. Aquestes foren promogudes per la societat municipal L'H 2010 per adequar l'edifici com a centre de formació i difusió de noves tecnologies multimèdia i temes audiovisuals. El projecte fou cofinançat per la Generalitat de Catalunya sobre la base de la Llei de millora dels barris dins del Pla de reforma integral de Collblanc-la Torrassa.
Actualment, l'equipament fa la funció d'acompanyar projectes de la ciutadania amb recursos audiovisuals i multimèdia. També compta amb un servei educatiu.

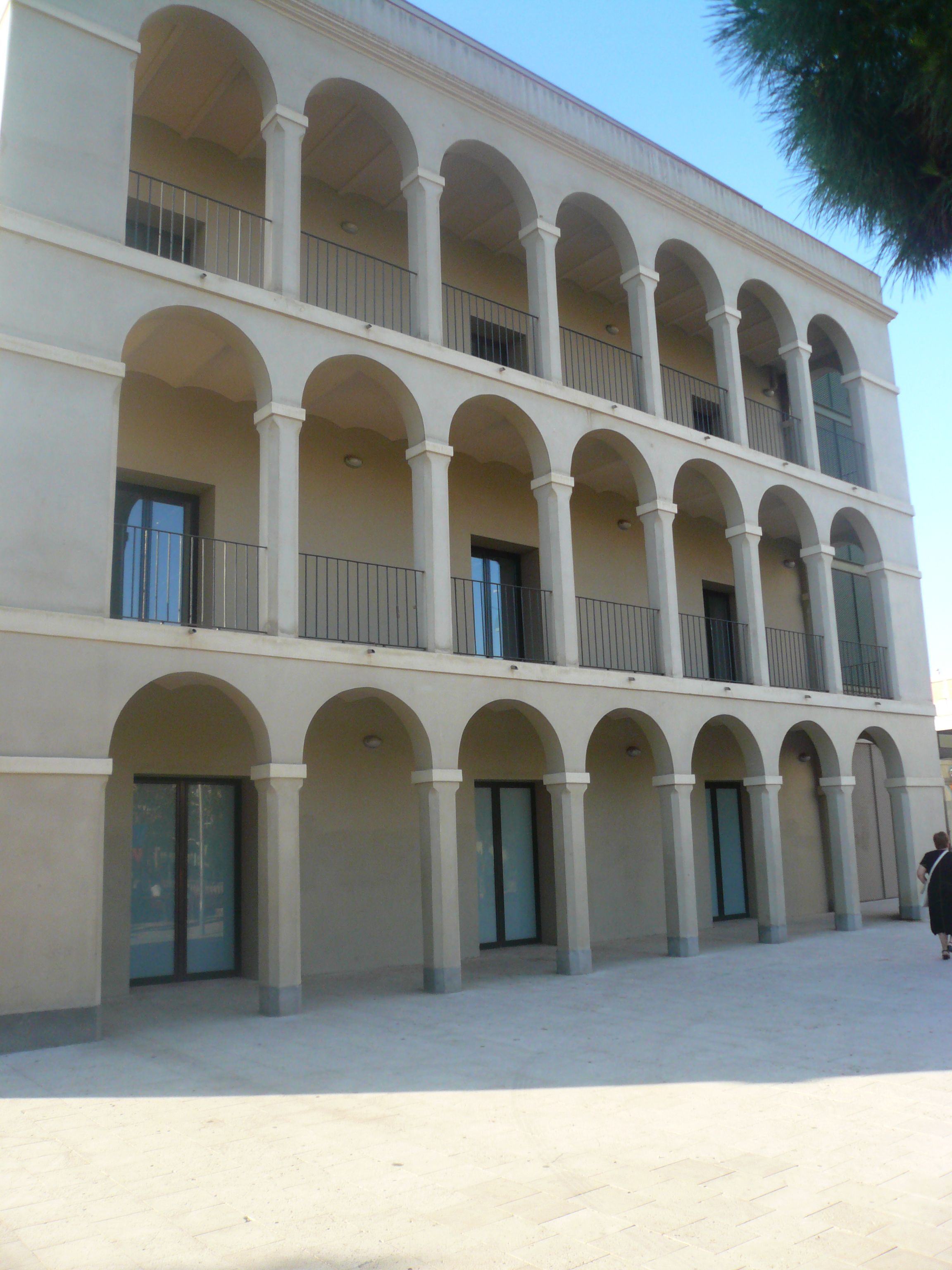
Loggia de la torre Barrina

## Descripció
De planta rectangular, consta de planta baixa, tres pisos i terrassa, d'on sobresurt una petita torre de planta quadrangular, amb una finestra rectangular a cada cara i coronada amb una balustrada. A la façana posterior hi ha una loggia de tres pisos amb arcs de mig punt i pilars bisellats. En una façana lateral hi ha un porxo obert amb arcs de mig punt i la part superior, que fa de terrassa al primer pis, té una balustrada. La resta d'obertures són rectangulars.